# 上党区 (长治市)
上党区是中华人民共和国山西省长治市下辖的一个市辖区。面积为483平方公里，區人民政府駐韓店街道迎賓西街295號。

## 历史
上黨的字面意思指山上的高地。上黨地名歷史悠久，最早見於春秋時期的晉國，此後趙魏韓三家分晉，都占領了上黨地區的一部分，之後秦趙長平之戰，秦國慘勝，奪得趙國上黨郡。
隋朝置上党县；明朝废县入潞州，嘉靖时复置县，称长治县，为潞安府治，从此上党作为地名不再存在於中國。直至2018年11月23日，原长治县撤销，设立上党区。

## 人口
长治市上党区第七次全国人口普查公报顯示：全区常住人口为319660人，与2010年第六次全国人口普查的340963人相比，十年间减少了21303人，降低了6.25%，年平均减少0.64%。

## 资源
县内煤炭资源丰富，煤田面积达242平方公里，储量34亿吨以上，素有“煤乡”之称。

## 交通
- 铁路：郑太高速铁路长治南站
- 公路： 二广高速、 208国道过境

## 行政区划
上党区下辖1个街道办事处、6个镇、3个乡：
韩店街道、苏店镇、荫城镇、西火镇、八义镇、郝家庄镇、南宋镇、西池乡、北呈乡、东和乡、振兴乡村生态文化旅游区和上党经济技术开发区。